# Hermetica

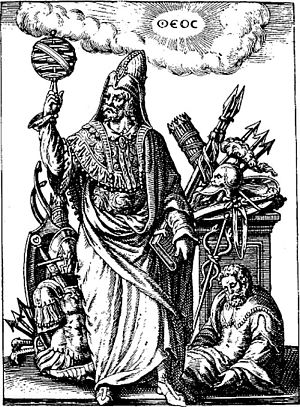
Hermes Trismegistus

De hermetica zijn filosofisch-religieuze en praktisch-esoterische teksten uit de oudheid die goeddeels ontstonden in het hellenistische Egypte (334-30 v.Chr). Hoewel denkbeelden en leerstellingen uiteen lopen, wordt in hermetica beweerd dat daarin oeroude, esoterische kennis wordt geopenbaard door de legendarische wijsgeer Hermes Trismegistus. De hermetica zijn globaal op te delen in twee categorieën, namelijk de filosofische en de technische. Die tweede gaat over de inzet van astrologie, magie en alchemie en komt voor de christelijke jaartelling voor. In de filosofische hermetica komen Griekse, filosofische noties voor naast religieuze beschouwingen die joodse, gnostische en traditioneel Egyptische elementen vertonen. Het doel van deze hermetica is om gnosis, intuïtieve goddelijke kennis, te verkrijgen en zo verlossing te vinden.
De filosofische hermetica zijn, voor zover gekend, ontstaan tussen de eerste en de derde eeuw n.Chr. Wetenschappelijk onderzoek van eind twintigste en begin eenentwintigste eeuw heeft tot de conclusie geleid, dat de invloed van de Egyptische religie op de hermetica in het algemeen aanzienlijk groter is dan voorheen werd aangenomen. Ondanks de relatief late datering van de meeste geschriften is er sprake van een grote mate van continuïteit met de cultuur van faraonisch Egypte.
De hermetische geschriften moeten zijn ontstaan binnen een kring personen in Alexandrië. Het was een mysteriecultus te vergelijken met de Isiscultus in het Oude Egypte. De personen die deel uitmaakten van deze cultus namen onder leiding van een meester kennis van de inhoud van de geschriften om te werken aan hun individuele vorming en ontwikkeling. Zij dienden meerdere graden van inzicht te hebben doorlopen voor zij het niveau bereikten voor de echte ervaring van God en zichzelf.

## Teksten
Technische hermetica zijn fragmentarisch bekend:
- Papyri Graecae Magicae: Griekse magische papyri,
- Cyranidi,
- vermoedelijk verschenen ook alchemistische werken onder de naam Hermes Trismegistus.[1]

De overgeleverde filosofische hermetica bestaan uit de volgende onderdelen:
- de Aforismen van Hermes van Hermes Trismegistus gericht tot Asclepius (Armeense vertaling van oorspronkelijk Griekse tekst),
- Corpus Hermeticum (Grieks),
- Asclepius (Latijn),
- de Inwijding in de achtste en negende sfeer (Koptisch),
- de veertig geciteerde fragmenten in de Anthologia van Johannes Stobaeus (Grieks),
- de Weense fragmenten,
- en de Oxford-fragmenten.

Daarnaast zijn er ook Testimonia van latere klassieke auteurs, zoals neoplatonisten en kerkvaders.

### Aforismen van Hermes van Hermes Trismegistus gericht tot Asclepius
De Aforismen van Hermes van Hermes Trismegistus gericht tot Asclepius, soms ook wel de  Definities van Hermes Trismegistus , is het oudste geschrift uit de hermetische literatuur. Het wordt gedateerd uit de eerste eeuw v. Chr. en in ieder geval niet later dan de eerste eeuw na Chr. De oorspronkelijke Griekse tekst is volstrekt verloren, maar is bewaard gebleven in een Armeense vertaling van de vijfde of zesde eeuw. Die vertaling werd pas in 1950 ontdekt en voor het eerst in 1956 uitgegeven in modern Armeens en Russisch. Enige tijd later werd in de Bodleian Library eveneens deze tot dan toe daar niet opgemerkte tekst in het Armeens gevonden.
Het werk is een verzameling losse uitspraken en korte spreuken, zoals De twee zijn een: God en de mens naar Zijn beeld en Wie is de Mens? De onsterfelijke idee van ieder mens. Er zijn spreuken, zoals Wie zichzelf kent, kent het Al die letterlijk voorkomen in latere hermetische literatuur als het  Corpus Hermeticum. Een werk als de Asclepius is voor een belangrijk deel nadere meer literaire verhandelingen op basis van die spreuken.

### Corpus Hermeticum
Het Corpus Hermeticum bestaat uit 17 (soms ook ingedeeld als 13, 19 of 20) verschillende Griekse teksten die hoogstwaarschijnlijk van verschillende auteurs stammen. Het Corpus Hermeticum wordt ook wel de Poimander (Grieks voor "mensenherder") genoemd, maar slechts het eerste traktaat van het Corpus handelt over de Poimandres. Het Corpus Hermeticum is veelal in dialoogvorm geschreven, waarvan Hermes Trismegistus gebruikmaakt om geheime, hogere kennis aan te reiken, die in de juiste handen na de nodige contemplatie zullen leiden tot gnosis. Daarvoor wordt in de traktaten een schat van informatie aangeboord, zoals het (neo)platonisme, stoïcisme, gnosticisme, Alexandrische jodendom en astrologie, of worden noties daarvan gebruikt.
Het Corpus Hermeticum kreeg grote bekendheid door de Latijnse vertaling uit 1471 van de hand van Marsilio Ficino aan het hof van Cosimo de' Medici de Oude. Neoplatonist Ficino merkte de overeenkomsten op tussen de filosofie uit het Corpus en de dialogen van Plato (die hij ook eigenhandig had vertaald) en meende hieruit te mogen concluderen dat Hermes Trismegistus een tijdgenoot van Mozes moest zijn geweest. Isaac Casaubon toonde in 1614 aan dat sommige teksten (voornamelijk de filosofische verhandelingen) vocabulaire bevatten dat uit de eerste of tweede eeuw na Christus stamt. Recentelijk (Fowden, 1986) is vastgesteld dat de teksten ondanks de late datum een continuïteit vertonen met de cultuur van faraonisch Egypte, hetgeen na Causabon onwaarschijnlijk werd geacht. Desondanks blijft het Corpus Hermeticum intellectueel een eclectische verzameling teksten.
Een exemplaar van de eerste editie (1471) van Marsilio Ficino's vertaling van het Corpus Hermeticum is in handen van de Bibliotheca Philosophica Hermetica te Amsterdam.

### Asclepius
De Asclepius moet zijn ontstaan tussen 100 en 300. Een toenemend aantal auteurs op het vakgebied ziet daarbij de tweede helft van de derde eeuw als een reële mogelijkheid. De oorspronkelijk Griekse tekst is op twee fragmenten na verloren. De  Asclepius was het enige hermetische werk dat in de West-Europese middeleeuwen bekend was, dankzij een Latijnse vertaling die omstreeks 350 moet zijn gemaakt. Een vertaling van tien hoofdstukken in het Koptisch maakte in 1945 deel uit van de vondst van de Nag Hammadigeschriften. Dat heeft ook een in wetenschappelijk opzicht meer betrouwbare duiding mogelijk gemaakt.
De Asclepius is het meest omvangrijke van de hermetische geschriften. Het werk heeft de vorm van een gesprek tussen vier mannen, Hermes Trismegistus, Asclepius, Tat en Ammon in het heiligste deel van een Egyptische tempel. Met Hermes Trismegistus wordt feitelijk de Egyptische god Thoth bedoeld. Tat is een andere naam voor Thoth, maar in het boek de zoon van Thoth. Ammon is de Egyptische god Amon-Ra en Asclepius (in het Grieks Asklepios) is eigenlijk Imhotep in zijn kwaliteit als arts. Deze goden worden in het boek als mensen beschreven.
Het grootste deel is in de vorm van een dialoog tussen Hermes en Asklepius. Gelijk aan het begin onthult Hermes aan Asclepius een fundamenteel hermetisch idee. Een is het Al, het Al is uit de Ene. In de discussie daarna handelt het om de structuur van het universum, de positie van goden en demonen en vooral die van de mens. Hierna volgt een uiteenzetting over God, de materie, de Geest die het Al doordringt en het kwade. Er volgt dan een weeklacht over de vernietiging van Egypte. Vervolgens komen een aantal uitspraken over de Eeuwigheid die als een tweede god wordt voorgesteld alsmede over het Niets. In volgende hoofdstukken staat de uitspraak dat naast God ook de mensen in staat zijn goden te creëren. Het boek sluit af met een epiloog, dat eigenlijk een soort catechese is en een dankgebed.

### Inwijding in de achtste en negende Sfeer
Onderdeel van de vondst van de Nag Hammadigeschriften in 1945 was een Koptische vertaling van een tot dan toe volstrekt onbekend werk Inwijding in de achtste en negende sfeer . Het werk wordt gedateerd uit de tweede eeuw. Dit is een tekst die duidelijk bedoeld is om reeds gevorderden in te wijden in de hoogste stadia van de heidense gnosis. Het is een dialoog tussen Hermes en een leerling en beschrijft de laatste stappen tot de mystieke godservaring. Dat leidde tot het inzicht dat de tekst van de Asclepius eenzelfde bedoeling had, maar bedoeld voor nog wat minder gevorderde personen.

### Anthologium
Stobaeus verzamelde in zijn vierdelige Anthologium van rond 500 n.C. veel excerpten uit heidense teksten die hij kende. De teksten zijn in dialoogvorm geschreven, veelal met Hermes of tussen Isis en Horus.
Het grootste excerpt is de Korê kosmou ('Oogappel van de wereld'). Dit werk is een lastig begrijpbare compilatie van materiaal uit verschillende bronnen, blijkens de interne tegenstrijdigheden en structuur. Het vertoont Griekse, Egyptische en joodse invloeden. Het doel van de tekst is ten eerste Hermes verheerlijken als degene die als eerste kennis van alles had en die openbaarde aan de mens. Ten tweede wilde de compilator antwoord geven op vragen als: wie is de mens; waar komt de mens vandaan; waarom leeft men op aarde; hoe ontstond de wereld. De antwoorden daarop zijn van mythische aard.
De Korê kosmou is een dialoog tussen Isis en Horus. Isis vertelt over Hermes als verbreider van mystieke kennis van God. Hij is de eerste emanatie van God. Dan volgt een verslag van de schepping uit oerchaos op verzoek van stergoden. Zodoende schept God de vrouwelijke schoonheid Physis (natuur). Dan worden de zielen (pneumata) uit een mengsel geschapen die de hemellichamen moeten bevolken. God draagt ze op hun eigen gebieden niet te verlaten. De zielen krijgen de opdracht de dieren te scheppen naar het voorbeeld van Gods dierenriem. De zielen raken overmoedig door hun kunnen en zwermen uit over de kosmos. Als straf maakt God in samenwerking met de planeetgoden de fysieke lichamen. Daar moeten de zielen in incarneren, en terwijl ze naar die fysieke wereld afdalen, krijgen ze per planeetsfeer karaktereigenschappen mee. Eenmaal op aarde is het mede hun taak de lof van God te zingen. De zielen verdragen de vernedering niet en komen opnieuw in opstand door elkaar geweld aan te doen. De vier elementen klagen hierover bij God. Boek I Henoch bevat een soortgelijke mythe. God vernietigt hier het leven echter niet, maar kondigt een tweede emanatie van hemzelf aan: Osiris. Osiris maakt de wereld tot slot beschaafd.

### Testimonia
Vanaf de tweede eeuw worden hermetische geschriften genoemd en geciteerd in werken van vele anderen, van Cyrilus en Lactantius tot en met diverse islamitische auteurs. Deze fragmenten worden gemeenschappelijk de Testimonia genoemd. Het is hierbij opvallend dat geen van de vroege neoplatonistische auteurs gewag maakt van het hermetisme, terwijl zowel het hermetisme als neoplatonisme rond dezelfde tijd in Alexandrië tot bloei kwamen. Daardoor wordt wel geopperd dat het hermetisme het karakter van een volkscultus had, terwijl het neoplatonisme veeleer door de culturele elite bedreven werd.